# Sterculia grandifolia
Sterculia grandifolia är en malvaväxtart som beskrevs av Robert Brown. Sterculia grandifolia ingår i släktet Sterculia och familjen malvaväxter. Inga underarter finns listade i Catalogue of Life.